# William Frederick Poole
William Frederick Poole (Sinh ngày 24 tháng 12 năm 1821 tại, Salem, Massachusetts mất ngày 1 tháng 3 năm 1894) là một thư mục viên và thủ thư người Mỹ.

## Tiểu sử
Poole tốt nghiệp Đại học Yale  năm 1849, nơi mà ông hỗ trợ John Edmands, một sinh viên của Thư viện tổ chức Brothers in Unity. Poole tiếp nhận vị trí của Edmands tại thư viện và vào năm 1848, khi còn là sinh viên của trường, ông tự xuất bản một bảng chỉ mục dài 154 trang cho tạp chí văn học. Một tái bản 524 trang khác cũng được xuất bản vào năm 1853, và một tái bản khác 1469 trang khác vào năm 1882.
Ông là trợ lý thư viện cho thư viện tư nhân Boston Athenaeum vào năm 1851, và năm 1852 trở thành thư viện viên của hiệp hội thư viện Boston Mercantile. Từ năm 1856 đến năm 1869, ông là thư viện viên của thư viện Boston Athenaeum, nơi mà ông đã truyền cảm hứng cho các thủ thư thành đạt khác như Charles Evans, William I. Fletcher, và Caroline Hewins. Poole là người đặt những hòn đá đầu tiên trong việc xây dựng thư viện công cộng. Ông là nhân viên thư viện đầu tiên của Thư viện công cộng Cincinnati từ năm 1869 đến năm 1873, nơi mà ông đã áp dụng thành công việc mở cửa thư viện vào chủ nhật, và cũng là nhân viên thư viện đầu tiên của Thư viện công cộng Chicago từ 1873 đến 1887. Poole là người xây dựng những bộ sưu tập đầu tiên của thư viện Chicago một phần bằng cách thuyết phục bạn bè trong giới học thuật khắp nước Mỹ quyên tiền ủng hộ. Sẽ là không quá đáng khi kháng nghị của ông cho rằng nhiều cuốn sách đã bị đốt trụi trong trận hỏa hoạn lớn ở Chicago năm 1871, dù thảm họa này xảy ra trước khi xây thư viện 2 năm. Poole trở thành nhân viên thư viện của thư viện Newberry, một trung tâm nghiên cứu tư nhân, từ năm 1887 đến 1894. Poole xây dựng tòa nhà và nó vẫn còn tồn tại ở đường 60 West Walton cho đến nay. Trong khi Poole là một người tiên phong trong phong trào thư viện hiện đại thì tư tưởng của ông lại không phù hợp với lịch sử phát triển của thư viện. Poole tin rằng mỗi bộ sưu tập sách là có tính duy nhất và các nhân viên thư viện nên thiết kế kho sách và hệ thống mục lục tương thích với tài liệu trong thư viện của họ. Tên của một người đồng nghiệp đương thời của ông, Melvil Dewey, được gắn liền với lý thuyết về cách phân loại chuẩn trong thư viện. Poole từng là chủ tịch của Hiệp hội thư Viện Mi(American Library Association), và cũng là chủ tịch hiệp hội sử học Hoa Kỳ(American Historical Association). Ông cũng được bầu là thành viên của tổ chức American Antiquarian Society vào năm 1877.

## Tác phẩm
- An alphabetical index to subjects, treated in the reviews, and other periodicals, to which no indexes have been published, 1848
- An index to periodical literature, 1853
- Cotton Mather and Salem Witchcraft, 1869
- Anti-slavery opinions before the year 1800, 1873
[7]
- The ordinance of 1787, and Dr. Manasseh Cutler as an agent in its formation, 1876
[8]
- Poole's Index to Periodical Literature, 1888
- Columbus and the Founding of the New World, 1892